# Faisal Ibrahim
Faisal Ibrahim Suleiman (22 settembre 1976) è un ex calciatore giordano, di ruolo difensore.

## Carriera

### Nazionale
Ha debuttato in Nazionale nel 1997. Ha messo a segno la sua prima rete con la maglia della Nazionale il 20 ottobre 2004, nell'amichevole Giordania-Ecuador (3-0), siglando la rete del definitivo 3-0 al minuto 69. Ha partecipato, con la Nazionale, alla Coppa d'Asia 2004. Ha collezionato in totale, con la maglia della Nazionale, 83 presenze e una rete.

## Palmarès

### Club

#### Competizioni nazionali
- Campionato giordano di calcio: 4

Al-Wehdat: 2004-2005, 2006-2007, 2007-2008, 2008-2009
- Coppa della Giordania: 3

Al-Wehdat: 2000, 2008-2009, 2009-2010
- Supercoppa della Giordania: 6

Al-Wehdat: 2000, 2001, 2005, 2008, 2009, 2010
- Jordan FA Shield: 4

Al-Wehdat: 2002, 2004, 2008, 2010